# British Astronomical Association

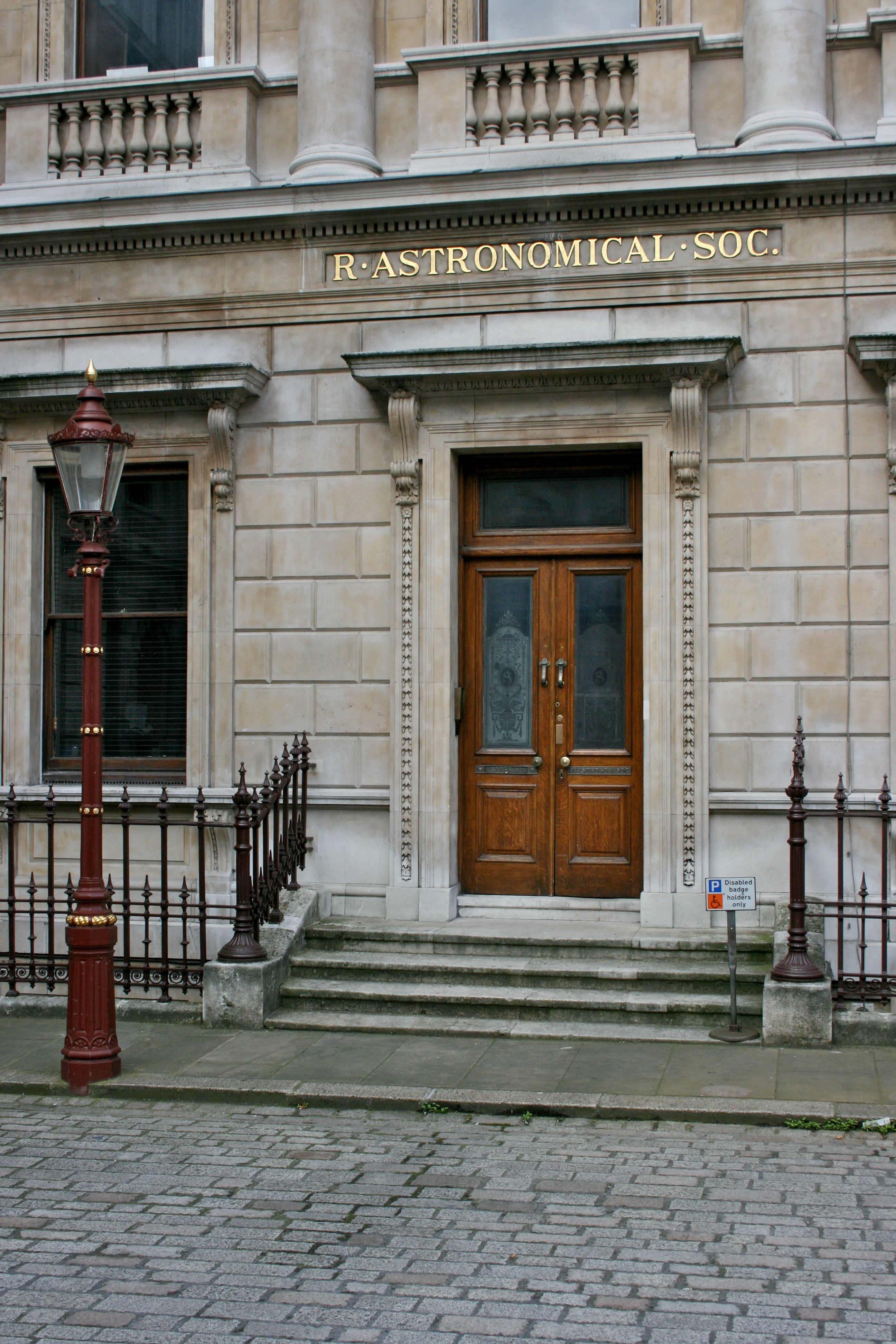
Sede

La British Astronomical Association o BAA (in italiano, Associazione Astronomica Britannica), è un'associazione scientifica britannica dedicata all'astronomia, fondata nel 1890 che ha come suoi soci astronomi, astrofili e appassionati di Astronomia. Tra i suoi fondatori si può citare Edward Walter Maunder.

## Sezioni
Per la sua attività scientifica la BAA è attualmente strutturata in 18 Sezioni: Sole, Luna, Mercurio e Venere, Marte, Giove, Saturno, Comete, Meteore, Aurore, Stelle variabili, Asteroidi e Pianeti Esterni, Profondo cielo, Radioastronomia, Calcolo (effemeridi), Telescopi robotici (controllati  da remoto), Cieli scuri, Storica, e Strumentazione.

## Pubblicazioni
Attualmente la BAA edita una rivista, The Journal, un almanacco e un bollettino inviato posta elettronica.

## Premi
La B.A.A.assegna cinque diversi premi:
- la Medaglia Walter Goodacre (Walter Goodacre Medal and Gift)
- la Medaglia Horace Dall (Horace Dall Medal and Gift)
- la Medaglia Merlin (Merlin Medal and Gift)
- la Medaglia Lydia Brown (Lydia Brown Medal and Gift)
- il Premio Steavenson (Steavenson Award)

## Lista parziale di presidenti e vicepresidenti
- Tom Boles
- John Guy Porter (1948-1950)
- Frank Watson Dyson (1916-1918)

## Lista parziale di membri noti
- George Eric Deacon Alcock
- David Allen
- John Caister Bennett
- Agnes Mary Clerke
- William Frederick Denning [1]
- Annie Scott Dill Maunder
- Thomas Gwyn Elger
- Edgar Everhart
- John Grigg
- Rod Lyon
- Brian G. Marsden
- Edward Walter Maunder
- Elmer Jacob Reese
- John Francis Skjellerup

## Curiosità
All'associazione è stato dedicato un asteroide, 4522 Britastra .